# Вьера (стадион)
Стадион «Вьера», либо «Парк Вьера», официальное название «Парк Альфредо Виктор Вьера» (исп. Estadio «Parque Alfredo Víctor Viera») — футбольный стадион в городе Монтевидео, расположенный в районе Прадо. Домашний стадион для клуба «Монтевидео Уондерерс».

## Информация
Располагается вблизи стадионов «Парк Сарольди», на котором выступает «Ривер Плейт», и «Парк Хосе Насасси», домашней арены для «Белья Висты». Данная близость стадионов стала причиной того, что противостояние между этими тремя клубами носит довольно принципиальный характер.
«Парк Вьера» открыт 15 октября 1933 года матчем «Уондерерс» против «Белья Висты», завершившемся победой хозяев со счётом 2:0. Первоначально стадион был известен под названием «Ла-Рураль», вскоре после открытия стадион назывался «Уондерерс Парк», позже стадиону было дано имя Рене Борхаса («Парк Тито Борхас»), затем был переименован в честь бывшего руководителя «Уондерерс».
Трибуны стадиона названы в честь выдающихся игроков прошлого, выступавших за «Монтевидео Уондерерс»: Обдулио Варелы, Рене «Тито» Борхаса, Хорхе Барриоса и Каэтано Сапорити.
Стадион расположен по адресу: Avenida Buschental entre Atilio Pelossi y Lucas Obes. Первоначально стадион вмещал восемь тысяч зрителей. После реконструкции максимальная вместимость у стадиона достигала отметки в 15 тысяч зрителей. На данный момент по соображениям безопасности на стадион не пускают свыше восьми тысяч зрителей. Из-за скромной вместительности стадион не может принимать международные матчи под эгидой КОНМЕБОЛ и ФИФА, поэтому игры Кубка Либертадорес и Южноамериканского кубка «Монтевидео Уондерерс» проводит на Сентенарио.